# Pseudococcus peregrinabundus
Pseudococcus peregrinabundus är en insektsart som beskrevs av Borchsenius 1947. Pseudococcus peregrinabundus ingår i släktet Pseudococcus och familjen ullsköldlöss.
Artens utbredningsområde är Colombia. Inga underarter finns listade i Catalogue of Life.